# مزج النمط الظاهري
مزج النمط الظاهري هو شكل من أشكال التفاعل بين جزيئي فيروس، يحمل كل واحد منهما في طياته مواد وراثية خاصة. الجزيئين «المتبادلين» بروتينات الغلالة ، ولذلك يكون لكل منها تشكيلة مماثلة من بروتينات التحديد السطحية، في حين يوجد مواد جينية مختلفة.